# Irish Cup 2017-2018
La Irish Cup 2017-2018 è stata la 138ª edizione del torneo. La competizione è iniziata il 19 agosto 2017 con il primo turno ed è terminata il 5 maggio 2018 con la finale. Il Linfield era la squadra campione in carica. Il Coleraine ha vinto il trofeo per la sesta volta nella sua storia.

## Primo turno
| Squadra 1                  | Risultato       | Squadra 2                |
| -------------------------- | --------------- | ------------------------ |
| 19 agosto 2017             |                 |                          |
| 18th Newtownabbey Old Boys | 3 – 2           | Comber Recreation        |
| Abbey Villa                | 0 – 3           | Immaculata               |
| Ardstraw                   | 10 – 2          | Richhill                 |
| Ballymacash                | 3 – 3 (2-4 dtr) | Shankill Utd             |
| Ballynahinch United        | –               | Rosario Youth Club       |
| Bangor Amateurs            | 0 – 3           | Newtowne                 |
| Bangor Old Boys            | 2 – 3           | Tullyvallen              |
| Barn                       | 3 – 8           | Rathfriland Rangers      |
| Bloomfield                 | 1 – 3           | Craigavon City           |
| Bryansburn                 | 3 – 1           | St. Marys                |
| Coagh United               | 6 – 1           | Ballymoney Utd           |
| Crewe                      | 2 – 3           | Drumaness Mills          |
| Crumlin Star               | 9 – 1           | Shorts                   |
| Crumlin Utd                | 3 – 2           | Silverwood               |
| Derriaghy Cricket Club     | 3 – 1           | Bourneview               |
| Dunloy                     | 3 – 1           | Banbridge Rangers        |
| Dunmurry Recreation        | 4 – 0           | Dromore Amateurs         |
| Fivemiletown               | 1 – 4           | Islandmagee              |
| Glebe Rangers              | 2 – 0           | Bangor                   |
| Hanover                    | 8 – 2           | Chimney Corner           |
| Killyleagh Youth           | 5 – 1           | Newbuildings Utd         |
| Laurelvale                 | 6 – 1           | Broomedge                |
| Lower Maze                 | 1 – 2           | St Patrick's Young Men   |
| Lurgan Town Boys           | 3 – 1           | Groomsport               |
| Magherafelt                | –               | Colin Valley             |
| Maiden City                | 3 – 1           | Dolingstown              |
| Malachians                 | 0 – 0 (2-3 dtr) | Downshire Young Men      |
| Markethill                 | 2 – 1           | Grove                    |
| Moneyslane                 | 1 – 4           | Sirocco Works            |
| Orangefield Old Boys       | 3 – 0           | Dunmurry Young Men       |
| Oxford Stars               | 4 – 3           | Trojans                  |
| Portaferry Rovers          | 3 – 1           | Ballynahinch Olympic     |
| Rathfern Rangers           | 4 – 5           | Lisburn Rangers          |
| Rosemount Recreation       | 3 – 1           | St Luke's                |
| Royal British Legion       | 1 – 2           | Dromara Village          |
| Saintfield                 | 2 – 4           | Tandragee Rovers         |
| Seagoe                     | 1 – 12          | Larne Technical Old Boys |
| Seapatrick                 | 1 – 4           | Ballynure Old Boys       |
| Suffolk                    | 2 – 3           | Dungiven                 |
| Valley Rangers             | 5 – 0           | Oxford Sunnyside         |
| Windmill                   | 2 – 1           | St. James' Swifts        |
| 23 settembre 2017          |                 |                          |
| Ards Rangers               | 9 – 0           | Iveagh United            |

## Secondo turno
| Squadra 1                  | Risultato   | Squadra 2                |
| -------------------------- | ----------- | ------------------------ |
| 30 settembre 2017          |             |                          |
| 18th Newtownabbey Old Boys | 1 – 2       | UUJ                      |
| Ardstraw                   | 2 – 6       | Dundela                  |
| Ballywalter Recreation     | 6 – 3       | Ballynure Old Boys       |
| Bryansburn                 | 3 – 4       | Albert Foundry           |
| Colin Valley               | 1 – 4       | Valley Rangers           |
| Cookstown Youth            | 6 – 7       | Craigavon City           |
| Crumlin Star               | 5 – 0       | Oxford Stars             |
| Crumlin Utd                | 2 – 0       | Donegal Celtic           |
| Derriaghy Cricket Club     | 1 – 2       | Shankill Utd             |
| Downshire Young Men        | 1 – 10      | Moyola Park              |
| Dromara Village            | 0 – 1       | Banbridge Town           |
| Drumaness Mills            | 0 – 2       | Hanover                  |
| Dunloy                     | 1 – 2 (dts) | Portstewart              |
| Dunmurry Recreation        | 0 – 7       | Tobermore United         |
| Glebe Rangers              | 3 – 0       | Rosemount Recreation     |
| Immaculata                 | 2 – 1       | Larne Technical Old Boys |
| Islandmagee                | 1 – 2       | Ards Rangers             |
| Killyleagh Youth           | 2 – 0       | Sirocco Works            |
| Laurelvale                 | 5 – 2       | Tullyvallen              |
| Maiden City                | 7 – 1       | Lurgan Town Boys         |
| Newcastle                  | 3 – 1       | Strabane Athletic        |
| Newtowne                   | 4 – 2       | Desertmartin             |
| Portaferry Rovers          | 2 – 0       | Mossley AFC              |
| Queen's University         | 7 – 2       | Dungiven                 |
| Rathfriland Rangers        | 4 – 1       | Orangefield Old Boys     |
| Rosario Youth Club         | 4 – 0       | Brantwood                |
| Sport & Leisure Swifts     | 2 – 0       | Windmill                 |
| St Patrick's Young Men     | 3 – 2       | Wellington Recreation    |
| Tandragee Rovers           | 3 – 2       | Lisburn Rangers          |
| Annagh Utd                 | 4 – 2       | Markethill               |
| Armagh City                | 2 – 0       | Coagh United             |
| Newington Rangers          | 0 – 3       | Lisburn Distillery       |

## Terzo turno
| Squadra 1              | Risultato   | Squadra 2           |
| ---------------------- | ----------- | ------------------- |
| 4 novembre 2017        |             |                     |
| Laurelvale             | 0 – 5       | Moyola Park         |
| Armagh City            | 1 – 2       | Crumlin Star        |
| Banbridge Town         | 1 – 2       | Queen's University  |
| Craigavon City         | 1 – 4       | Albert Foundry      |
| Crumlin Utd            | 2 – 0       | Valley Rangers      |
| Hanover                | 2 – 3       | Shankill Utd        |
| Immaculata             | 3 – 1       | Brantwood           |
| Killyleagh Youth       | 3 – 1       | Tobermore United    |
| Ballywalter Recreation | 3 – 2       | Ards Rangers        |
| Newcastle              | 3 – 0       | Rathfriland Rangers |
| Portstewart            | 2 – 1       | Portaferry Rovers   |
| Sport & Leisure Swifts | 0 – 2       | Dundela             |
| St Patrick's Young Men | 2 – 5       | Annagh Utd          |
| Tandragee Rovers       | 1 – 2 (dts) | Maiden City         |
| UUJ                    | 0 – 11      | Glebe Rangers       |
| Newtowne               | 0 – 2       | Lisburn Distillery  |

## Quarto turno
| Squadra 1          | Risultato       | Squadra 2              |
| ------------------ | --------------- | ---------------------- |
| 2 dicembre 2017    |                 |                        |
| Crumlin Utd        | 2 – 4           | Immaculata             |
| Dundela            | 5 – 0           | Newcastle              |
| Glebe Rangers      | 2 – 1           | Annagh Utd             |
| Lisburn Distillery | 3 – 1           | Albert Foundry         |
| Moyola Park        | 2 – 0           | Ballywalter Recreation |
| Portstewart        | 1 – 1 (1-3 dtr) | Maiden City            |
| Queen's University | 3 – 1           | Killyleagh Youth       |
| Shankill Utd       | 0 – 4           | Crumlin Star           |

## Quinto turno
| Squadra 1          | Risultato   | Squadra 2               |
| ------------------ | ----------- | ----------------------- |
| 6 gennaio 2018     |             |                         |
| Knockbreda         | 0 – 2       | Institute               |
| Queen's University | 0 – 1       | Dundela                 |
| Lurgan Celtic      | 1 – 2       | Glentoran               |
| Larne              | 3 – 0       | Dergview                |
| Carrick Rangers    | 1 – 3 (dts) | Glenavon                |
| Coleraine          | 7 – 0       | Lisburn Distillery      |
| Crusaders          | 2 – 0       | Maiden City             |
| Ballinamallard Utd | 4 – 2       | Immaculata              |
| Cliftonville       | 4 – 3 (dts) | Warrenpoint Town        |
| Loughgall          | 4 – 1       | PSNI                    |
| Ballymena Utd      | 4 – 0       | Moyola Park             |
| Newry City         | 2 – 0       | Harland & Wolff Welders |
| Portadown          | 1 – 2 (dts) | Ballyclare Comrades     |
| Ards               | 4 – 1       | Crumlin Star            |
| Linfield           | 5 – 0       | Glebe Rangers           |
| Dungannon Swifts   | 4 – 0       | Limavady Utd            |

## Sesto turno
| Squadra 1           | Risultato       | Squadra 2          |
| ------------------- | --------------- | ------------------ |
| 3 febbraio 2018     |                 |                    |
| Ballyclare Comrades | 0 - 4           | Glentoran          |
| Ballymena Utd       | 2 - 2 (4-3 dtr) | Ballinamallard Utd |
| Cliftonville        | 4 - 1           | Crusaders          |
| Glenavon            | 3 - 0           | Dungannon Swifts   |
| Coleraine           | 4 - 0           | Institute          |
| Larne               | 6 - 1           | Dundela            |
| Linfield            | 1 - 0           | Newry City         |
| Loughgall           | 2 - 1           | Ards               |

## Quarti di finale
| Squadra 1     | Risultato | Squadra 2    |
| ------------- | --------- | ------------ |
| 3 marzo 2018  |           |              |
| Glenavon      | 1 - 2     | Loughgall    |
| 13 marzo 2018 |           |              |
| Ballymena Utd | 1 - 2     | Larne        |
| Coleraine     | 1 - 0     | Glentoran    |
| Linfield      | 0 - 1     | Cliftonville |

## Semifinali
| Squadra 1     | Risultato | Squadra 2 |
| ------------- | --------- | --------- |
| 31 marzo 2018 |           |           |
| Coleraine     | 3 - 1     | Larne     |
| Cliftonville  | 4 - 1     | Loughgall |

## Finale
| Arbitro: | Arnold Hunter |

|              |           |                                      |
| Donnelly 55’ | Marcatori | 50’ McCauley 77’ Burns 90+3’ Bradley |